# Kong Frederik IX's Klokkespil
Kong Frederik IX's Klokkespil er et 25 m højt musikinstrument 250 m øst for Løgumkloster Kirke. Det blev opført til minde om Kong Frederik IX og for at tjene som undervisningsinstrument for Kirkemusikskolens klokkenistafdeling og indviet 19. august 1973 i forbindelse med byens 800-års jubilæum.
Tårnet er tegnet af arkitektparret Karen og Ebbe Clemmensen og de 49 bronzeklokker er støbt af det hollandske firma Petit & Fritzen. I 1986 blev der installeret ny mekanik af det norske klokkerstøberfirma Olsen Nauen (no).
Alle klokkerne bærer Kong Frederik IXs monogram og de 9 største (320 - ca. 1800 kg) desuden inskriptioner. Inskriptionerne på de 2 største er forfattet af Dronning Margrete.
Klokkespillets automatik spiller på faste tidspunkter 6 gange dagligt.